# Stazione di Torre di Gaffe
La stazione di Torre di Gaffe era una fermata ferroviaria posta al km 52+200 della soppressa ferrovia Agrigento-Naro-Licata a servizio del villaggio adiacente alla Torre di Gaffe.

## Storia

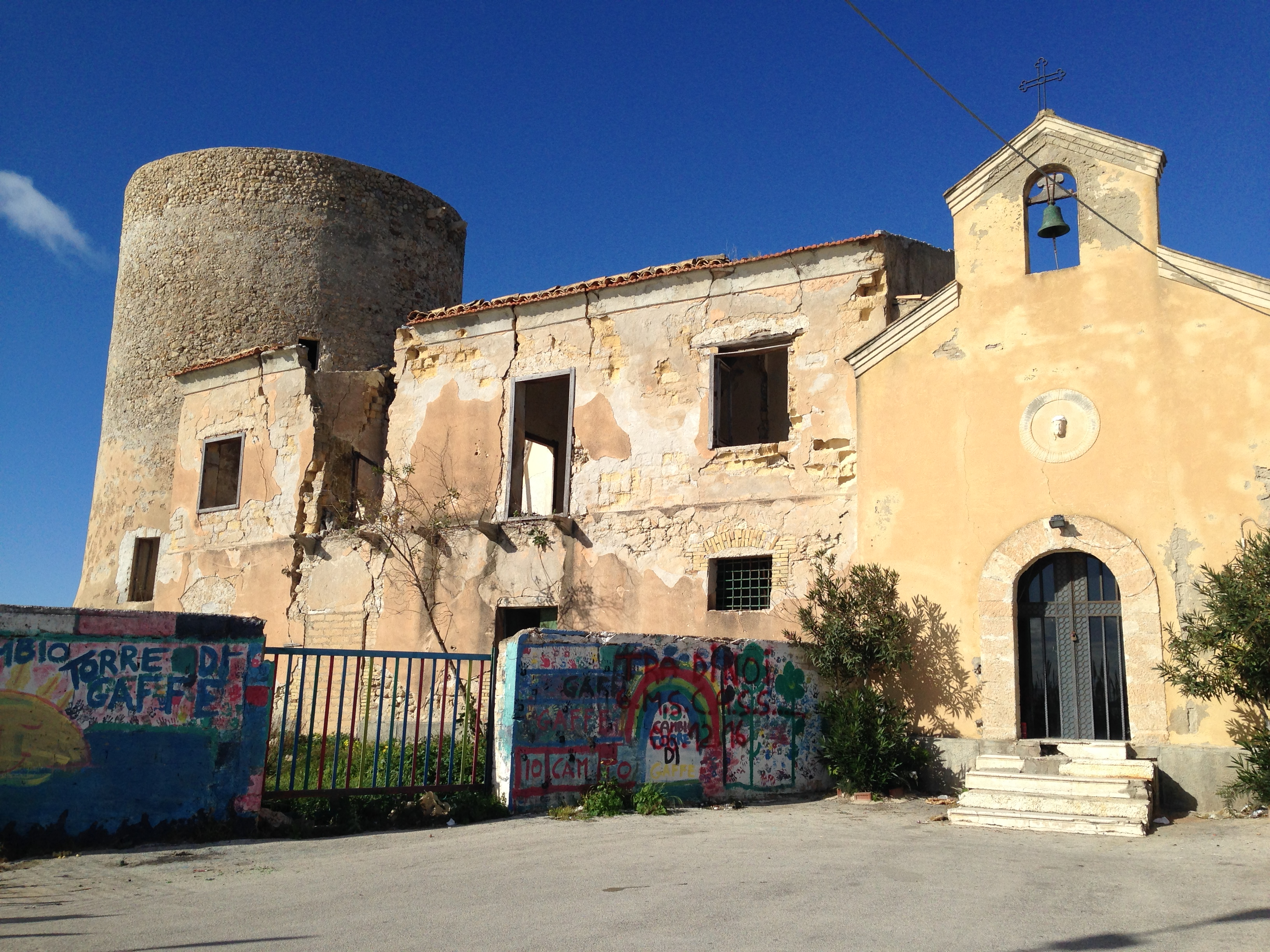
La Torre di Gaffe e la chiesetta di S. Giusippuzzu

La fermata venne aperta all’esercizio il 7 ottobre 1915 in concomitanza con l’apertura dell’ultima tratta di linea fino a Licata ed era posta in posizione elevata, a circa 51 m s.l.m., rispetto alla spiaggia, nei pressi della torre costiera di avvistamento denominata Torre di Gaffe, edificata nella prima metà del XVI secolo posta in posizione dominante rispetto alla costa, al centro del golfo che va da Punta Tenna a Rocca San Nicola, posta a difesa del feudo del Duca delle Gaffe e del ricco entroterra agricolo. 
Il fabbricato della ex fermata, abbandonato è tuttavia in discreto stato di conservazione, mentre l'adiacente ex magazzino merci in stato di abbandono è in condizione fatiscenti. 
Il tracciato della linea ferrata nelle adiacenze della stazione è rintracciabile come strada campestre sterrata. mentre allontanandosi restano poche tracce in quanto coperte dalle costruzioni abitative e turistiche. All'epoca in cui la fermata era operativa nelle adiacenze della stazione vi erano alcune costruzioni abitative e rurali e nelle vicinanze della Torre di Gaffe vi erano una casermetta della Guardia di Finanza e, adiacente alla torre la Chiesetta di S. Giusippuzzu di Gafi, ancora oggi presente.

## Strutture e impianti
La stazione consisteva in un binario di circolazione e un casello.